# Rojo Upsdell
Rojo upsdell es un color rojo de tonalidad intermedia, es  similar al rojo del vehículo de bomberos. Este es el color que aparece en varias especies de plantas del género bauhinia en el Sudeste Asiático.
El color rojo upsdell fue acuñado en memoria del Reverendo G. Upsdell, el primer director del nuevo sitio de la escuela King George V en Hong Kong, después de la Segunda Guerra Mundial.
El rojo upsdell se desarrolló y utilizó, con respecto a G. Upsdell, empezando desde 1963; y se usa para banderas, a favor del rojo puro, en las ceremonias nocturnas.